# Ротмістрівський район
Ротмістрівський район — адміністративно-територіальна одиниця спочатку у складі Київської, а з 7 січня 1954 року у складі новоствореної Черкаської області. Районний центр — село Ротмістрівка.
Станом на 1 вересня 1946 року в районі був 21 населений пункт, які підпорядковувались 11 сільським радам. З них 11 сіл, 9 хуторів і 1 робітниче селище:
- села: Ковалика, Куцівка, Макіївка, Мельниківка, Носачів, Попівка, Ротмістрівка, Самгородок,  Санжариха,  Сердюківка, Ташлик;
- хутори: Богунове, Вовківка, Куцівський Яр, Ленінський, Могилівка, Розсохватка, Сніп, Степок, Червоний;
- селище: залізничної станції Цвіткове.

Район існував з 1934-го по 1956 рік. Після його ліквідації населені пункти району відійшли до Смілянського району.